# 藤枝パーキングエリア
藤枝パーキングエリア（ふじえだパーキングエリア）は、静岡県藤枝市にある新東名高速道路のパーキングエリアである。

## 道路
- E1A 新東名高速道路

## 歴史
- 2011年（平成23年）8月26日 : 正式名称が藤枝PAに決定。
- 2012年（平成24年）4月14日 : 御殿場JCT-三ヶ日JCT間開通に伴い供用開始。

## 施設

### 上り線（東京方面）
- 駐車場
  - 大型 80台
  - 小型 38台
  - 車椅子用
    - 大型 1台
    - 小型 1台

  - ぷらっとパーク
- トイレ
  - 男性 大10（和式2・洋式8）・小20
  - 女性 50（和式4・洋式46）
  - 男児用小便器 1
  - 車椅子用 1
- フードコート（旅籠や十兵衛・麺処藤笑）
- 売店（藤枝宿駅）
- ハイウェイ情報ターミナル

### 下り線（名古屋方面）
- 駐車場
  - 大型 80台
  - 小型 38台
  - 車椅子用
    - 大型 1台
    - 小型 1台

  - ぷらっとパーク
- トイレ
  - 男性 大10（和式2・洋式8）・小22
  - 女性 50（和式4・洋式46）
  - 男児用小便器 1
  - 車椅子用 1
- フードコート（ラーメン魁力屋）

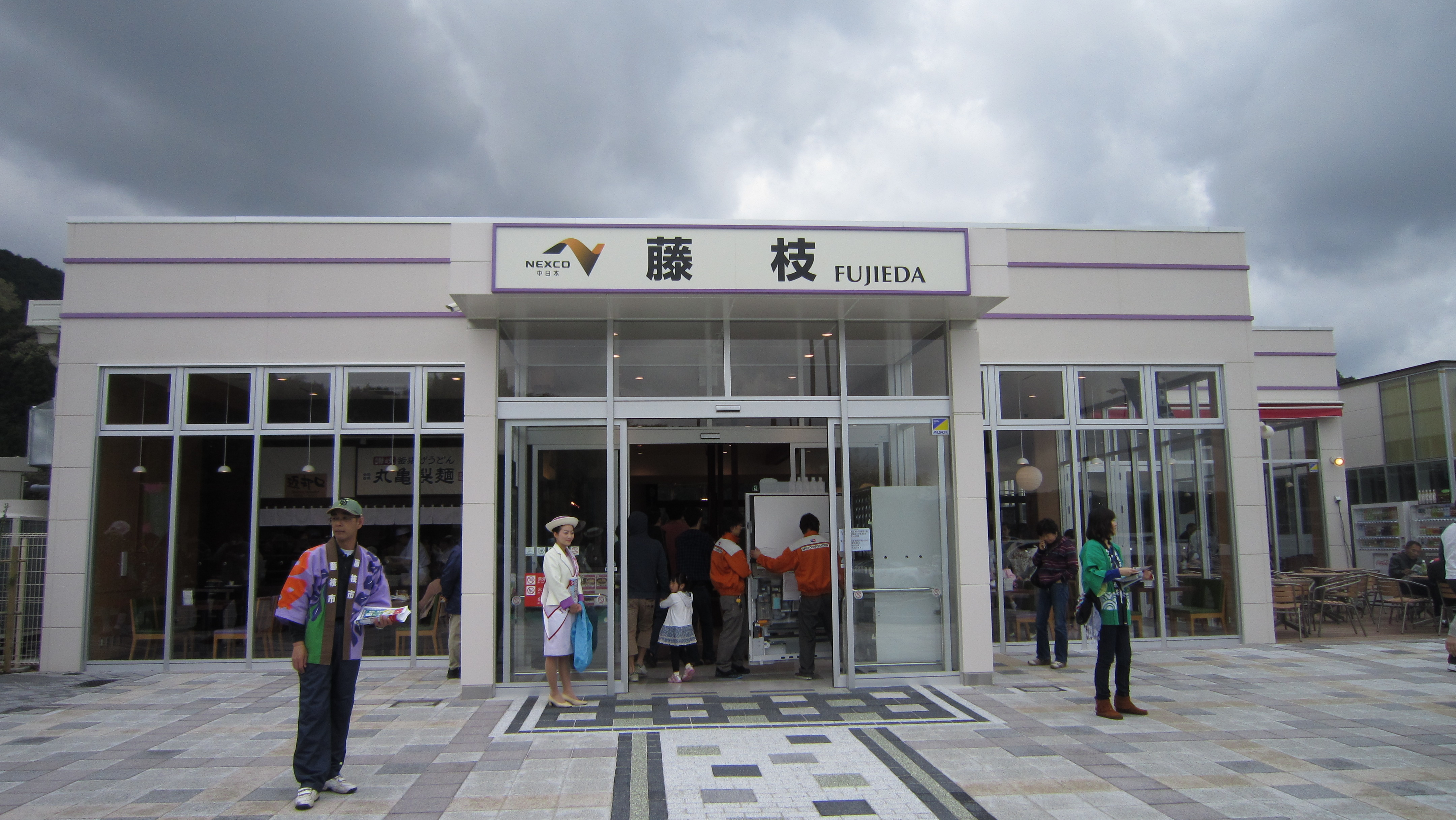
下り線 建物外観（2012年4月15日）

- コンビニエンスストア ファミリーマート（24時間、2014年7月16日オープン[1]）
- ATM
  - イーネット（スルガ銀行管理）
- ハイウェイ情報ターミナル

## 隣
E1A 新東名高速道路
(11)藤枝岡部IC - 藤枝PA - (12)島田金谷IC